# هسلهولم
شهر هسلهولم (به سوئدی: Hässleholm) در ناحیه شهری هسلهولم در کشور سوئد واقع شده‌است. جمعیت این شهر ۱۵۱۰٫۴۱  نفر است.